# Khí quyển Triton
| Khí | Áp suất cục bộ vào năm 1989, μbar | Áp suất cục bộ vào năm 2010, μbar |
| --- | --------------------------------- | --------------------------------- |
| N2  | 14±1                              | 19+18 −15 or 39±4                 |
| CH4 | (1.6–2.4) × 10−3                  | (098±037)×10−2                    |
| CO  | ?                                 | 2.4 × 10−2                        |

Khí quyển Triton là tầng khí bao quanh Triton. Áp suất bề mặt chỉ bằng 14 microbar (0.014 hPa hoặc 1 mmHg), 1⁄70000 áp suất bề mặt trên Trái Đất, và nó cấu tạo từ khí nitơ, tương tự như khí quyển của Titan và Trái Đất. Nó kéo dài 800 kilomet trên bề mặt. Các quan sát gần đây đã cho thấy nhiệt độ có hiện tượng tăng lên.

## Thành phần
Nitơ là loại khí chính trong bầu khí quyển của Triton. Hai cấu thành đã biết còn lại là mêtan và cacbon monoxit, với độ phổ biến là vài phần một trăm trên một phần trăm so với của nito. Carbon monoxide chỉ được phát hiện vào năm 2010 thông qua các quan sát từ mặt đất và có số lượng dồi dào hơn một chút so với mêtan. Mức độ dồi dào của mêtan thì tương quan với nito và đã tăng bốn đến năm lần kể từ năm 1986 do sự ấm lên theo mùa quan sát được trên Triton, vệ tinh đã đi qua điểm chí vào năm 2001.
Những cấu thành tiềm năng khác của bầu khí quyển Triton thì bao gồm argon và neon. Bởi vì không phát hiện được chúng ở phần tử ngoại của phổ của Triton thu thập bởi tàu Voyager 2 vào năm 1989, mức độ dồi dào của chúng không có khả năng vượt quá một vài phần trăm. Ngoài những loại khí vừa kể trên, tầng khí quyên bên trên chứa một lượng đáng kể hydro phân tử và nguyên tử, thứ được sản sinh ra nhờ quá trình quang phân của mêtan. Hydro này nhanh chóng thoát ra vào trong không gian trở thành một nguồn plasma trong từ quyển của Sao Hải Vương.